# Anabela Mujovi
Anabela Mujovi (montenegrinisch-kyrillisch Анабела Мујови; * 12. Februar 2006 in Bar) ist eine montenegrinische Leichtathletin, die im Sprint und im Weitsprung an den Start geht.

## Sportliche Laufbahn
Erste internationale Erfahrungen sammelte Anabela Mujovi im Jahr 2022, als sie bei den U18-Balkan-Meisterschaften in Bar in 61,04 s den vierten Platz im 400-Meter-Lauf belegte und im Weitsprung mit 5,45 m auf Rang acht gelangte. Anschließend schied sie beim Europäischen Olympischen Jugendfestival (EYOF) in Banská Bystrica mit 11,20 m in der Vorrunde im Dreisprung aus. Im Jahr darauf wurde sie bei der 3. Liga der Team-Europameisterschaft im Rahmen der Europaspiele in Chorzów in 58,86 s Dritte im B-Lauf über 400 Meter und belegte mit der montenegrinischen 4-mal-100-Meter-Staffel in 50,38 s den zweiten Platz im B-Lauf, während sie mit der Mixed-Staffel über 4-mal 400 Meter in 3:42,91 min den fünften Platz im B-Lauf belegte. Anschließend verpasste sie beim EYOF in Maribor mit 5,35 m den Finaleinzug im Weitsprung. 2024 belegte sie bei den U20-Balkan-Hallenmeisterschaften in Belgrad mit 5,42 m den sechsten Platz im Weitsprung.
In den Jahren 2022 und 2023 wurde Mujovi montenegrinische Meisterin im 400-Meter-Lauf.

## Persönliche Bestleistungen
- 400 Meter: 58,86 s, 20. Juni 2023 in Chorzów
- Weitsprung: 5,56 m (+0,1 m/s), 10. Juli 2022 in Bar (montenegrinischer U18-Rekord)